# Гайнц Нордманн
Гайнц Нордманн (нім. Heinz Nordmann; 28 травня 1893, Магдебург — 23 грудня 1945, Цедельхем, Бельгія) — німецький військовий діяч, віцеадмірал крігсмаріне (1 квітня 1943).

## Біографія
1 квітня 1911 року вступив на флот кадетом. Пройшов підготовку на важкому крейсері «Вікторія Луїза» і у військово-морському училищі в Мюрвіку. Учасник Першої світової війни, служив на лінійному кораблі «Тюрингія» (1 жовтня 1913 — 4 лютого 1915), важких крейсерах «Імператриця Августа» (6 лютого — 3 вересня 1915) і «Лютцов» (4 вересня 1915 — 15 січня 1916). 15 січня 1916 року демобілізований. З березня 1916 року — офіцер резерву, командир роти 4-го морського полку у Фландрії, вахтовий офіцер на міноносцях. 18 липня 1918 року повернувся на дійсну службу, командир міноносця.
З 27 лютого 1919 року — вахтовий офіцер на лінійному кораблі «Фрідріх Великий». 22 червня 1919 року інтернований. В січні 1920 року повернувся на батьківщину. З 8 червня 1920 року — командир 1-ї півфлотилії тральщиків, потім командував тральщиком, частинами берегової оборони, міноносцем. З 28 вересня 1927 року — 2-й ад'ютант штабу військово-морської станції «Нордзе». З 26 вересня 1930 року — навігаційний офіцер на легкому крейсері «Кельн». З 21 вересня 1931 року — 1-й ад'ютант штабу військово-морської станції «Нордзе». З 26 вересня 1932 року — навігаційний офіцер на лінійному кораблі «Гессен». 4 жовтня 1933 року переведений в Морське керівництво референтом Організаційного відділу (з 30 вересня 1937 року — начальник відділу).
З 3 квітня 1939 року — командир легкого крейсера «Лейпциг». 28 лютого 1940 року призначений начальником відділу морських перевезень Імперського міністерства транспорту. З 28 липня 1941 року — начальник штабу військово-морських верфей в Кілі. 9 вересня 1942 року призначений командувачем береговою охороною Полярного узбережжя, а 18 вересня 1942 року — адміралом (з 1 лютого 1943 року — командувачем-адміралом) на Полярному узбережжі Норвегії. 20 січня 1945 року переведений в розпорядження головнокомандувача ВМС і 30 квітня звільнений у відставку. 8 травня 1945 року інтернований союзниками. Помер в таборі для військовополонених.

## Нагороди
- Залізний хрест
  - 2-го класу (25 червня 1916)
  - 1-го класу (24 вересня 1916)
- Фландрійський хрест із застібкою «Морська війна»
- Почесний хрест ветерана війни з мечами (20 жовтня 1934)
- Медаль «За вислугу років у Вермахті» 4-го, 3-го, 2-го і 1-го класу (25 років; 2 жовтня 1936) — отримав 4 нагороди одночасно.
- Медаль «У пам'ять 13 березня 1938 року» (23 квітня 1939)
- Медаль «У пам'ять 1 жовтня 1938 року»
- Медаль «У пам'ять 22 березня 1939 року»
- Застібка до Залізного хреста
  - 2-го класу (16 жовтня 1939)
  - 1-го класу (4 квітня 1943)
- Нагрудний знак флоту
- Орден Хреста Свободи 1-го класу з мечами (Фінляндія; 15 квітня 1944)
- Нагрудний знак мінних тральщиків (1 вересня 1944)